# St. Ulrich (Dieterskirchen)

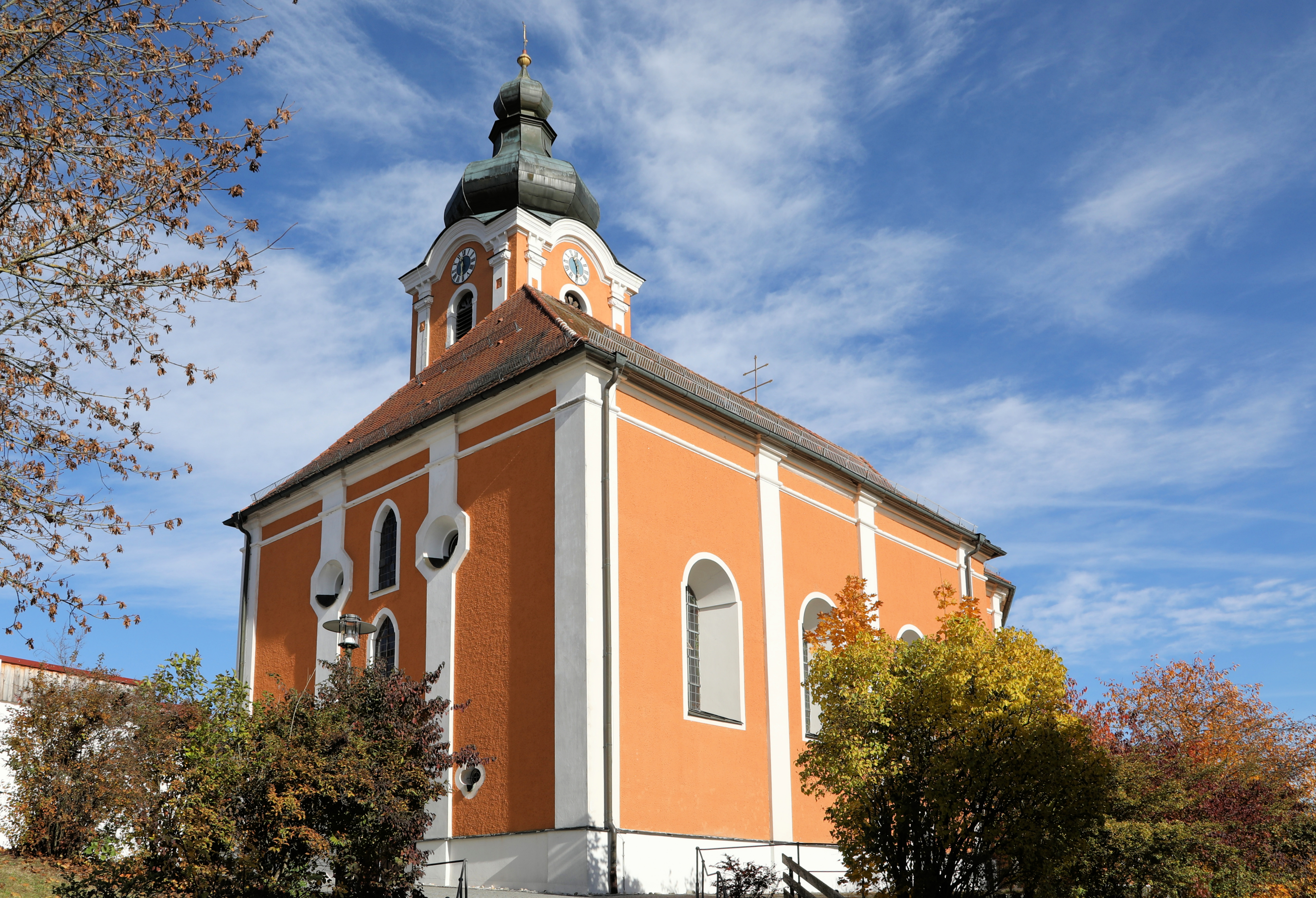
St. Ulrich (Dieterskirchen)

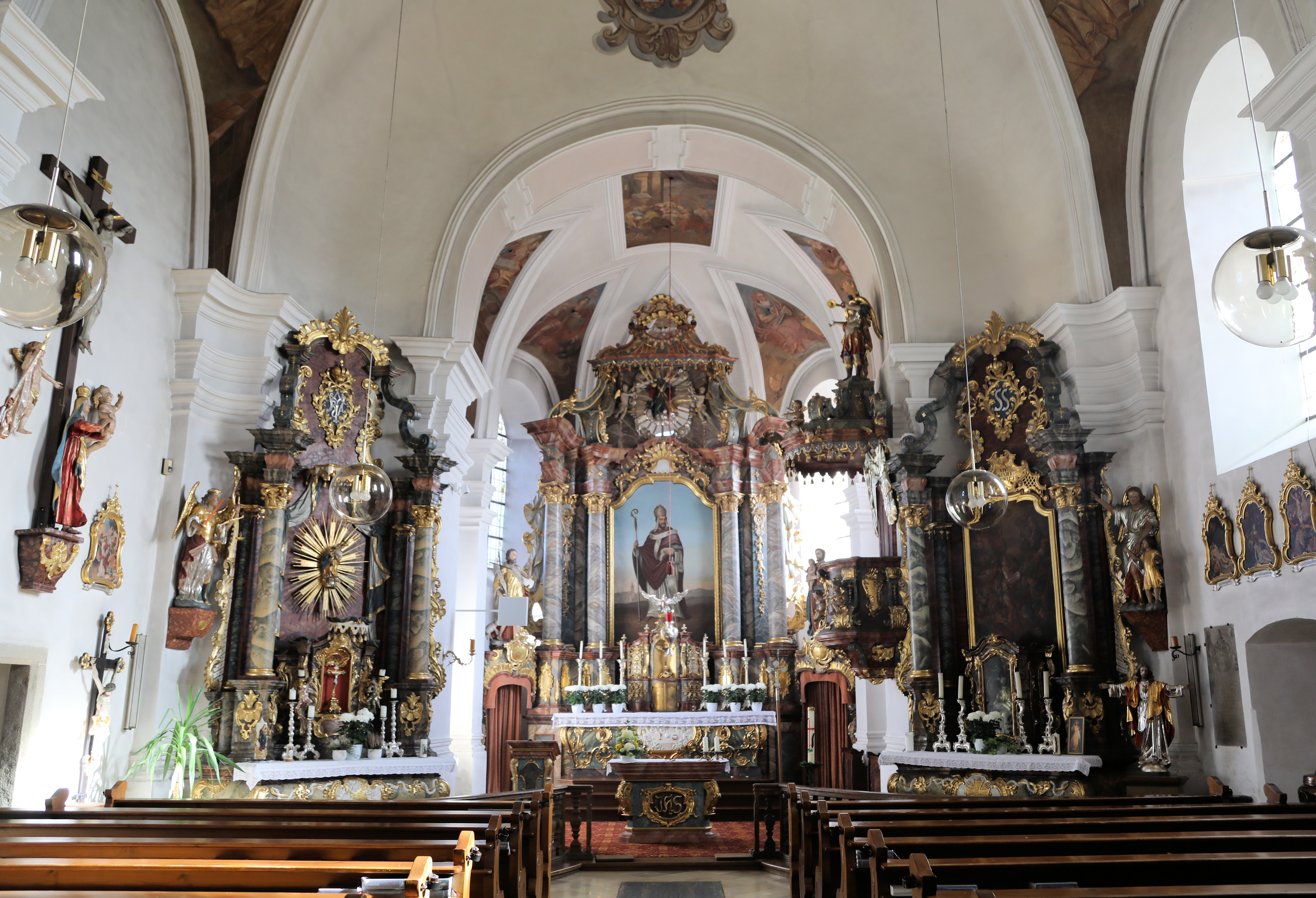
St. Ulrich (Dieterskirchen)

Die römisch-katholische, denkmalgeschützte Pfarrkirche St. Ulrich steht in Dieterskirchen, einer Gemeinde im Landkreis Schwandorf der Oberpfalz. Die Pfarrei gehört zum  Bistum Regensburg. Das Bauwerk ist unter der Denkmalnummer D-3-76-122-3 als Baudenkmal in die Bayerische Denkmalliste eingetragen.

## Beschreibung
Die Saalkirche wurde 1725 unter Einbeziehung gotischer Teile in den Chor errichtet. Ihr Langhaus hat drei Fensterachsen. Die Sakristei befindet sich im Süden des eingezogenen, dreiseitig geschlossenen Chors im Osten. Der dreigeschossige Kirchturm steht im Norden vor der östlichen Achse des Langhauses. Das oberste Geschoss des Kirchturms beherbergt die Turmuhr und den Glockenstuhl. Darauf sitzt eine Welsche Haube. Der Innenraum des Langhauses ist mit einem Stichkappengewölbe überspannt, in dessen Osten sich ein Allianzwappen Perglas-Horneck befindet. Auf der Deckenmalerei ist die Schlacht auf dem Lechfeld dargestellt. Der heutige Hochaltar entstand im 19. Jahrhundert. Die übrige barocke Kirchenausstattung entstand 1750–1767. Die Orgel wurde 2006 von Orgelbau Vleugels gebaut.